# 自由と規律
自由と規律（じゆうときりつ）は、池田潔によって書かれた本。

## 概要
1949年11月5日に岩波書店の岩波新書で出版。
イギリスのケンブリッジ大学とオックスフォード大学は有名であるが、この前に通うパブリックスクールこそがイギリス人の性格を形成する上での重要性を持っていることを説く。
パブリックスクールで学んだ池田潔自らが、自由な精神とはパブリックスクールでの厳格な規律の中で育まれていくということを、自らの体験から書く。
2020年7月の時点で113刷を数え、岩波新書の中で二番目に多い。